# Idiodonus morsei
Idiodonus morsei är en insektsart som beskrevs av Henry Fairfield Osborn 1915. Idiodonus morsei ingår i släktet Idiodonus och familjen dvärgstritar. Inga underarter finns listade i Catalogue of Life.